# Felsőmecenzéf
Felsőmecenzéf (szlovákul: Vyšný Medzev) település Szlovákiában, a Kassai kerület Kassa-környéki járásában.

## Fekvése
Jászótól északnyugatra, a Gömör-Szepesi-érchegységben, az Őrhegy (Wachhübl) déli lejtőjén fekvő település.

## Nevének eredete
Meczenzéf; németül Metzenseifen. Seifen = patak, völgy, amelyben bányaművelés folyik. 

## Története
Felsőmecenzéf Árpád-kori település, régi bányaváros. A hagyományok szerint a 13. század vége felé a jászóvári premontreiek alapitották Hegyalját (Stósz) és Mecenzéfet. 1272-ben V. István kiváltságlevelet adott a mecenzéfieknek.
Felsőmecenzéf 1427-ben szerepel először írott forrásokban. A környező völgyekben 1356-óta vashámorok működtek, ahol a közeli bányák vasát dolgozták fel. A hámorok egészen 1870-ig működtek. Az itteni vashámorok és kovácsműhelyek fő termékei a mezőgazdaságban használatos munkaeszközök voltak. A 16. században itt is elterjedt a protestantizmus, a lakosság többsége áttért az új hitre. Eger eleste után az ellenreformáció itteni központja a jászói jezsuita kolostor lett. 1618. július 12-én II. Mátyástól a bányaváros címet kapta.
1631-ben vált el Alsómecenzéf Felsőcecenzéftől, de a két község belügyeiket már jóval előbb – folytonos területi villongások között – egymástól függetlenül intézte el. 1794-ben Alsómecenzéf az Aranyosvölgyben lévő rétjeit átengedte Felsőmecenzéfnek, míg Felsőmecenzéf ennek fejében a határába bemért Mittlere Riegl és Kirchengezimmer nevü hegydülőt Alsómecenzéfnek engedte át.
A 18. század végén Vályi András így ír róla: „MECZENZEIFEN. Alsó, és Felső Meczenzeif. Népes két mező Város Abaúj Vármegy. lakosai katolikusok, és evangelikusok, fekszik az Ország útban, fájok van, héti, és Országos vásárjai hasznosak, réttyei soványak, lakosai az Országnak külömbféle részeiben keresik élelmeket árkok’ ásásával.”
Fényes Elek 1851-ben kiadott geográfiai szótárában így ír a városról: „Felső-Meczenzéf, német-tót m.-város, Abauj vmegyében, az elébbeni városhoz 1/4 órányira; 1949 kath. lak. Kath. paroch. templom. E két város német lakosi hihetőleg Stéjer és Bajor országokból költöztek be, s szavokejtése olly durva és különös, hogy más rokon ajkuak alig érthetik meg. Egyébiránt fáradhatatlan munkás emberek, s vagy az itteni számos vashámorban dolgoznak, vagy kazánokat, patkókat s más vasmiveket készitenek; kézi-mesterségeket folytatnak. Továbbá leghiresebb utcsinálók egész hazánkban, sőt a posványok kiszáritásában is nagyon ügyesek, s innen ritkán szoktak otthon lenni, hanem a földmivelést asszonyaik űzik. F. u. a jászói prépostság.”
Felsőmecenzéf számos családja élt jómódban a bányaművelés következtében, de a nemes érc idővel megfogyatkozott, így a bányászat lassanként hanyatlásnak indult, majd megszűnt, ennek következményeképpen a város lakossága elszegényedett. A bányászat hanyatlásával a mecenzéfiek is kénytelenek voltak más munka után nézni. Sokan közülük ezután zsindelyfaragással és földmunkával keresték meg kenyerüket. A földmunkások bejárták az egész országot, messze Erdélybe is eljutottak. Az ország különböző részein dolgoztak, ahol csatornákat, árkokat, vermeket ástak, folyókat szabályoztak, parkokban tavakat létesítettek, mocsarakat csapoltak, vagy a Hegyalja magaslatait teraszozták.
Borovszky Samu monográfiasorozatának Abaúj-Torna vármegyét tárgyaló része szerint (részlet): „SZABADALMAZOTT bányaváros, nagyközség. Fekszik Alsó-Meczenzéftől északfelé az Őrhegy (Wachhübl) déli lejtőjén, medenczében, 388 m. magasságban a tenger szine felett. Alsó-Meczenzéfnek Felső-Meczenzéftől való elválása s a területnek szétosztása hatósági közbevetés és ítélet alapján 1631-ben következett be, bár a két község belügyeit már jóval előbb folytonos területi villongások között egymástól függetlenül intézte el. Nem szenved kétséget, hogy Felső-Meczenzéf a multban jólétnek örvendett, miután számos családja bányamívelés folytán itt meggazdagodott. De a mint idővel fogytán volt a nemes ércz, abban az arányban fogyott a jólét is, míg végre a bányászat lassankinti hanyatlása után végképen megszünt, szegénységbe döntve a város lakosságát. Igaz ugyan, hogy a bányászat hanyatlásakor az élelmes és szorgalmas meczenzéfiek más munka után néztek, nevezetesen zsindelyfaragással és földmunkával keresték kenyerüket. Hogy Meczenzéfen a hámoripart is már ősidőkben űzték, bizonyitja az a bérleti szerződés »mely szerint 1366-70 közt a prépost és konventje Tagnagol Illésnek három vashámor felállitására évi dij mellett ugyanannyi helyet engedett át a meczenzéfi határban«. Nagyobb lendületnek azonban a hámoripar csak 1848. után örvendett és leginkább Alsó-meczenzéfiek által emelkedett. De jelentékeny volt Felső-Meczenzéfen a szögkovácsolás, s néhány műhelyben még most is foglalkoznak vele. Ennek hanyatlásától fogva az Amerikába való kivándorlás tömegesen folyt annyira, hogy a város lakossága szemlátomás kezdett fogyni. Legujabban Szepességből Helmanóczról sokan beköltöztek, miáltal Felső-Meczenzéf mostani lakosságának közel egy negyede tót ajkuvá lett. A felső-meczenzéfi népnek főfoglalkozása, ez időszerint a földmívelés; mint Alsó-Meczenzéfen itt is a takarmány-termelésre fektetik a fősúlyt. A város házainak száma 184. A város közepén áll egy kis sétatér előtt az 1777-ben épült templom, melynek díszes főoltára a premontreiek régi jószói templomából került oda. Anyakönyvei 1688-tól vannak. A lakosság száma az 1890-iki népszámlálás szerint 1116; túlnyomó része róm. katholikus. A község nevezetesebb épülete az emeletes városháza; tanácsterme régi fresko festményekkel van diszítve. Földszintjén vannak az elemi iskola helyiségei. Megemlitendő még, hogy a Luczia-telep – melynek főkincse pátvaskövében rejlik, mely ott egész 20 m. vastagságig óriási mennyiségben fordul elő, legujabban a hatalmas Rimamurány-Salgótarjáni vasmű részvénytársaság birtokában – megteremtőjévé vált egy harmadik községnek, a mely a bányák közvetlen közelében a Borzóvölgyben épül. A Luczia-telepnek köszönheti e vidék vasutját is.”
A trianoni diktátum előtt Abaúj-Torna vármegye Csereháti járásához tartozott.

## Népessége
| Év:            | 1994. | 2004. | 2014.   | 2024.   |
| -------------- | ----- | ----- | ------- | ------- |
| Emberek száma: | 0     | 536   | 520     | 551     |
| Eltérés:       |       | –     | -2,98 % | +5,96 % |

| Év:            | 2023. | 2024.   |
| -------------- | ----- | ------- |
| Emberek száma: | 554   | 551     |
| Eltérés:       |       | -0,54 % |

1880-ban 1359 lakosából 1200 német, 10 magyar és 68 szlovák anyanyelvű volt.
1890-ben 1066 lakosából 831 német, 47 magyar és 137 szlovák anyanyelvű volt.
1900-ban 1411 lakosából 745 német, 248 magyar és 314 szlovák anyanyelvű volt.
1910-ben 1575 lakosából 592 magyar, 522 német, 235 pedig szlovák anyanyelvű; ugyanakkor 1269 római katolikus, 176 görögkatolikus, 106 evangélikus és 13 református volt.
1921-ben 1521 lakosából 684 egyéb, 297 magyar, 392 csehszlovák és 143 egyéb külföldi volt.
1930-ban 1688 lakosából 667 német, 168 magyar, 592 csehszlovák, 148 egyéb nemzetiségű és 112 állampolgárság nélküli volt.
2001-ben 529 lakosából 67 német, 7 magyar, 394 szlovák és 51 cigány volt.
2011-ben 535 lakosából 444 szlovák, 57 német és 2 magyar volt.
2021-ben 522 lakosából 467 (+9) szlovák, 4 (+4) magyar, 3 (+54) cigány, (+2) ruszin, 28 (+1) egyéb és 20 ismeretlen nemzetiségű volt.

## Mecenzéfihámorok
Mecenzéfen a hámoripart is ősidők óta űzték, melyet bizonyít az a bérleti szerződés is, mely szerint „1366-1370 közt a prépost és konventje Tagnagol Illésnek három vashámor felállitására évi díj mellett ugyanannyi helyet engedett át a meczenzéfi határban”. A termelés nagyobb lendületet azonban csak 1848 után vett és inkább az Alsómecenzéfiek által. De Felsőmecenzéfen jelentős volt a szögkovácsolás is, mellyel néhány műhelyben még az 1900-as évek elején is foglalkoztak. Ennek hanyatlása után tömegesen vándoroltak ki Amerikába olyannyira, hogy a város lakossága szemlátomást kezdett fogyni. Ugyanakkor az 1900-as évek elején sokan költöztek be ide a Szepességből, Helcmanócról, miáltal Felsőmecenzéf lakosságának közel negyede szlovák ajkúvá lett. A felsőmecenzéfiek fő foglalkozása ekkoriban a földművelés; mint Alsómecenzéfen, itt is a takarmánytermelésre fektették a fő súlyt.

## Luczia-telep
Luczia-telep Felsőmecenzéf mellett feküdt, az itteni bányákból került felszínre a legtöbb és legjobb minőségű érc. Fő kincse a vaspát volt, mely ott – a 20. század elején – egész 20 méter vastagságig óriási mennyiségben fordult elő. Luczia-telep adta meg Felsőmecenzéfnek a bányásztelepülés jellegét, és ennek köszönheti e-vidék vasútját is.

## Nevezetességek
- Városháza – Tanácsterme régi freskókkal volt díszítve.
- Római katolikus temploma – 1777-ben épült, díszes főoltára a premontreiek régi, jászói templomából került oda. Anyakönyvet 1688-tól vezetnek.